# فلوريدا كيز
فلوريدا كيز هي سلسلة أرخبيل من الجزر المرجانية (كاية) ويبلغ إجمالي طولها حوالي 290 كيلومترا تقع فلوريدا كيز في الطرف الجنوبي من شبه جزيرة فلوريدا بين خليج المكسيك والمحيط الأطلسي.في آخر إحصاء رسمي قدر عدد سكان فوريدا كيز في تعداد عام 2020 نحو 82874 نسمة.
مدينة كي ويست هي عاصمة مقاطعة مونرو. تتكون المقاطعة من جزء من البر الرئيسي، يقع بالكامل تقريبًا ضمن حديقة إيفرغلاديس الوطنية، وجزر كيز الممتدة من كي لارغو إلى حديقة دراي تورتوغاس الوطنية.

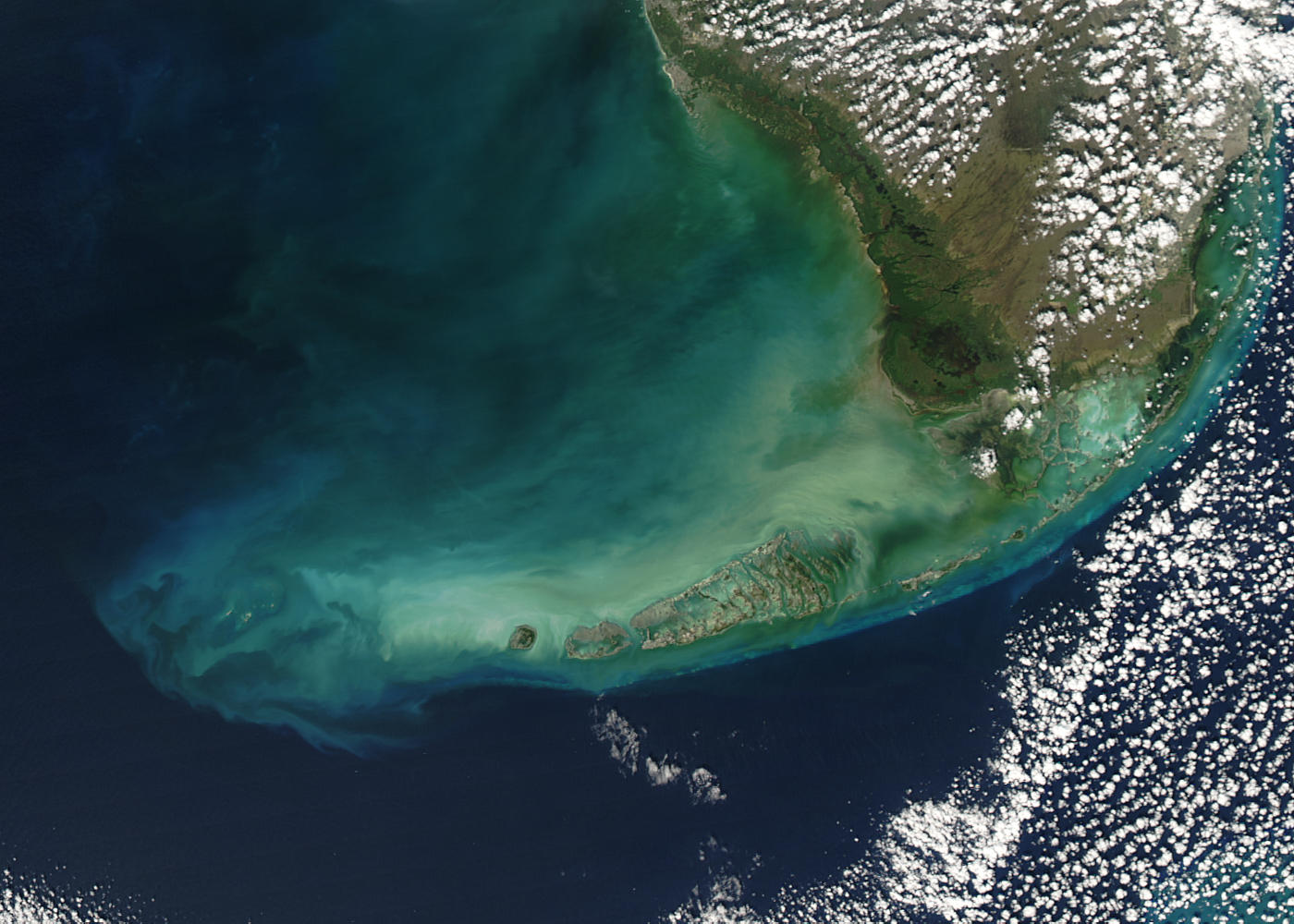
صورة من أحد الأقمار الصناعية

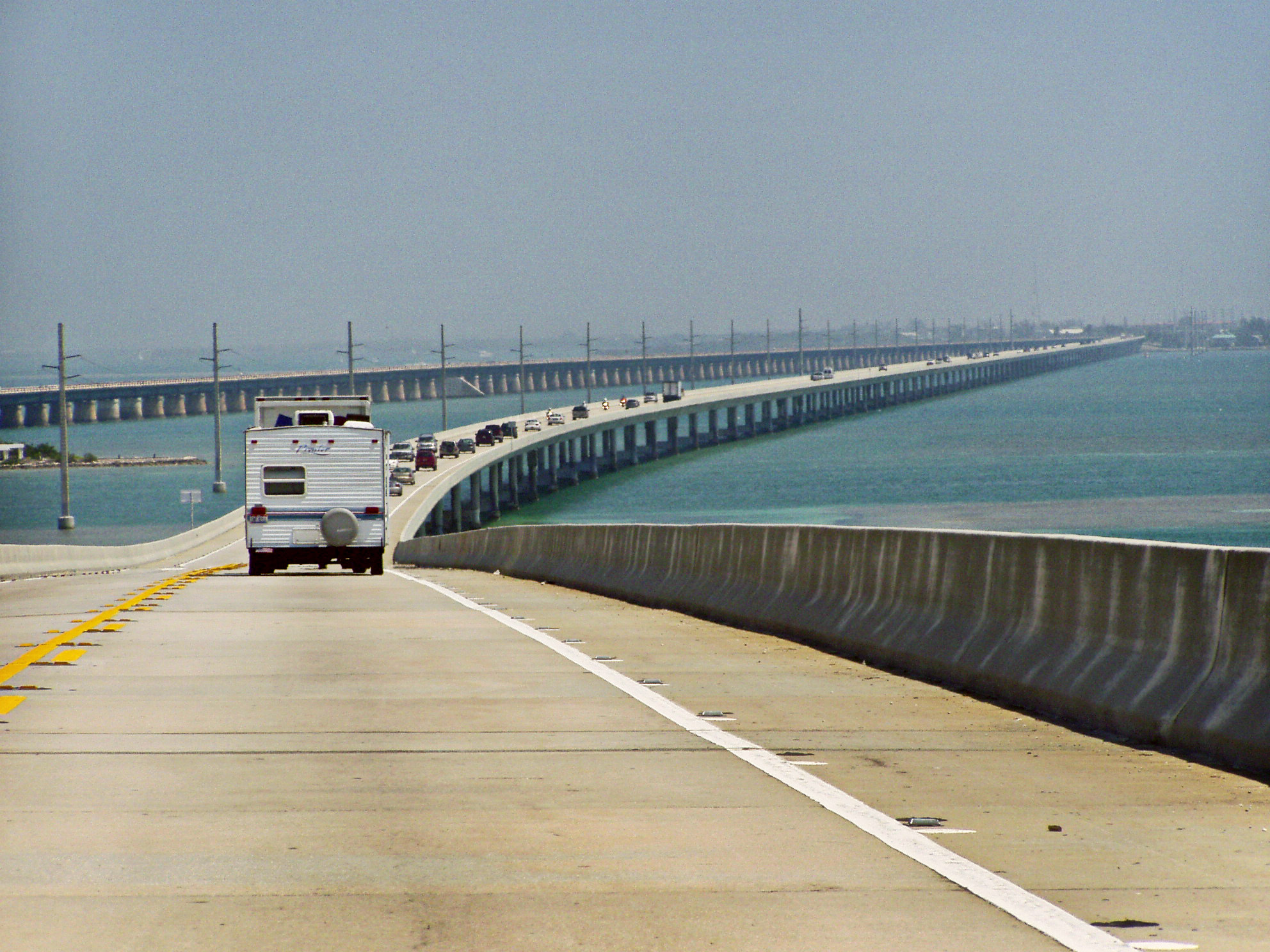
جسر يصل بين ميامي وفلوريدا كيز

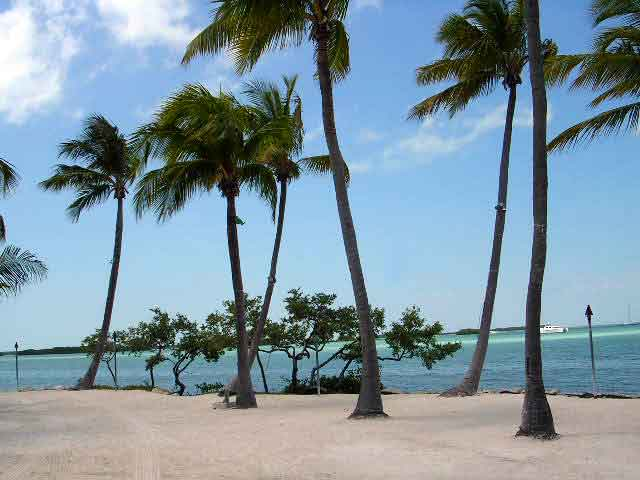
تكثر اشجار النخيل في فلوريدا كيز

## وصلات خارجية
قالب:بوابة فن امريكا